# Сан Вито ди Фаганя
Сан Вѝто ди Фага̀ня (на италиански: San Vito di Fagagna; на фриулски: San Vît di Feagne, Сан Вит ди Феание) е село и община в Северна Италия, провинция Удине, автономен регион Фриули-Венеция Джулия. Разположено е на 135 m надморска височина. Населението на общината е 1692 души (към 2010 г.).